# Francesc Joan Mas
Francesc Joan Mas   (Vila-real, 1522 (Gregorià) - valor desconegut) fou un editor, llatinista i humanista valencià.

## Biografia
Adscrit al darrer corrent de l'erasmisme valencià, després de la condemna per la Inquisició de l'obra de l'humanista holandès el 1537, Mas va continuar la publicació i comentari dels seus escrits solament en llatí. Entre aquestes edicions, fetes sempre a expenses del seu patrimoni, amb la successiva venda de les heretats al terme de Vila-real, destaquen: De civilitate morum puerilium amb comentaris propis (1544), Opuscula moralia Plutarchi Chaeronei Philosophi a partir de les traduccions de Guillaume Budé i Erasme (1550) i Luciani Dialogos (1550), la primera de les quals, realitzada essent encara estudiant, tindria reedicions els anys 1552 i 1554, i les altres dues dedicades a l'arquebisbe Tomás de Villanueva.
Aquesta darrera publicació és també l'última manifestació de l'humanisme erasmià, perseguit posteriorment pels efectes del contrareformisme catòlic derivat del Concili de Trento. Mas va ser igualment autor d'un xicotet opuscle sobre el tòpic filosòfic De contemptu mundi en la línia dels escrits d'Erasme, així com de diverses versions llatines de les obres de l'humanista francès Guillaume Budé (1468-1540), el fundador del College des Trois Langues a París.
L'any 1552 realitza la publicació d'un primer estudi lingüístic titulat Epitome copiae verborum. Durant els onze anys següents i a la vista de la repressió inquisitorial contrareformista, Francesc Joan Mas es mantingué en un prudent silenci, davant del risc de ser acusat de luteranisme, atenuant el seu inicial fervor ideològic cap a les doctrines humanistes i decidint finalment dedicar-se a la docència. A la Universitat de València, on havia estudiat Oratòria amb l'erudit Francesc Dassió (conegut també com a "Decio") graduant-se com a Mestre en Arts, rebé el 2 de juny de 1565 nomenament oficial del Rector de l'Estudi General valencià per a donar classes com a Mestre de Gramàtica i Llatinitat durant el curs següent, treball que sembla haver exercit igualment al curs 1572-73.
Malgrat la relació que va mantenir amb altres importants personalitats de la seua època com ara el comanador de Montesa Jaume Falcó, o amb l'escriptor de Borriana Rafael Martí de Viciana, la figura del vila-realenc Joan Mas va quedar així molt difusa i escassament documentada, tret d'algunes polèmiques per la seua herència que consten a l'Arxiu Històric Municipal, de manera que es desconeix la data segura de la seua mort que, amb probabilitat, degué ocórrer a València estant.
Afortunadament, als darrers anys ha estat destacada la seua fonamental aportació intel·lectual a la difusió de les noves idees europees, en estudis sobre els moviments culturals renaixentistes com els realitzats per Joan Fuster: "Heretgies, revoltes i sermons" (1968), Sebastián García Martínez: "El patriarca Ribera y la extirpación del erasmismo valenciano" (1975), o Amparo Felipo Orts: "La Universidad de Valencia durante el siglo XVI" (1993).